# الحرب العالمية الثانية في إقليم الباسك
يقصد بفترة الحرب العالمية الثانية في إقليم الباسك الفترة الممتدة من عام 1940 إلى عام 1944. أثرت هذه الفترة على إقليم الباسك الفرنسي، ولكن أيضًا على المناطق الحدودية على طول البرانس بسبب عدم الاستقرار الذي عقب نهاية الحرب الأهلية الإسبانية، وروابط الصداقة المعقودة بين ألمانيا وفرنسا الفيشية والديكتاتورية العسكرية الإسبانية المنتصرة (بالحرب الأهلية).

## تداعيات الحرب الأهلية الإسبانية
في يونيو 1937، انهارت الجبهة الشمالية للجمهوريين في الحرب الأهلية الإسبانية. فر ما يقرب من نصف مليون من الجمهوريين والمدنيين في إسبانيا من أجل الحفاظ على حياتهم، ولكن من المحتمل أن يكون ما يصل إلى 150,000 منهم من إقليم الباسك، وهي نسبة غير عادية بالنسبة للعدد الإجمالي. عبر بعضهم، بما في ذلك العديد من عناصر جيش الباسك، الحدود إلى لابورد. كانوا محاصرين بجانب بايون، بينما شرعت الحكومة الفرنسية في بناء معسكرات احتجاز عند سفح جبال البرانس الشمالية بهدف إيواء المدنيين والجمهوريين الفارين من جبهة الباسك وكذلك من كتالونيا، الذين تقطعت بهم السبل في روسيون. أُنشئ معسكر احتجاز في مارس-أبريل 1939 بجوار غورس (الحدود الخارجية لسولي، في بييرن (بالفرنسية بييغن)). واستمر المعسكر حتى عام 1945.
كان استقبال السكان للاجئين الإسبان، الذين يُنظر إليهم على أنهم «حُمر (العرق)»، سلبيًا بشكل عام، لأن كلًا من شعبي بييرن والباسك يتمسكان بالعقلية التقليدية (بالتقاليد)، يتزعم إيبارنيغاريه هذه العقلية في منطقة الباسك، وهو شخصية رياضية سابقة بارزة ونائب من منطقة نبرة السفلى. ناشد جان إيبارنيغاريه الطبيعة الغريزية المتحفظة لجمهور دائرته الانتخابية الريفية، محذرًا من وعي ثقافة الباسك السياسية، مثل تلك التي يروج لها الحزب القومي الباسكي. فقط أولورون (المتاخمة لسولي)، التي تملك مجلسًا بتوجه يساري، أظهرت دعمًا نشطًا للمهجرين من الحرب الأهلية الإسبانية.

## اندلاع الحرب العالمية الثانية
في عام 1940 غزت ألمانيا النازية فرنسا. سرعان ما استسلم الجيش الفرنسي لاستراتيجية الحرب الخاطفة. أسست هدنة 22 يونيو 1940 إدارة عسكرية ألمانية في فرنسا المحتلة من المحيط الأطلسي الفرنسي، بما في ذلك إقليم الباسك الفرنسي حتى سان جانبي دي بور (القديس يوحنا عند سفح الممر). اقتصرت المنطقة الممنوعة التي يبلغ عرضها 20 كيلومترًا على طول الساحل وراء الجدار الأطلسي على المدنيين غير المقيمين.
اتبعت المنطقة المحتلة المنطقة الزمنية الألمانية. كانت بقية إقليم الباسك الفرنسي حتى بييرن (سولي وشرقي منطقة نبرة السفلى) جزءًا من فرنسا الفيشية حتى عام 1942، عندما احتلت ألمانيا «المنطقة الحرة». في يونيو 1940، أُجلي الآلاف من القوات البولندية التابعة للحلفاء المنسحبين من معركة فرنسا، وكذلك اللاجئين المدنيين، من سان جان دو لوز. خلال الاحتلال النازي الأولي، وعبر الحدود في إسبانيا، أصبحت سان سيباستيان (وتعرف أيضًا بدونوستيا) ملاذًا هادئًا لضباط الجيش الألماني.
خلال زمن الحرب، دعم الكثيرون في فرنسا النظام النازي واضطهاده لليهود والشيوعيين والأجانب. قاوم آخرون النظام النازي، لكنهم كانوا منقسمين بشدة. في إقليم الباسك الفرنسي، أظهر الجزء الأكبر من الباسك ولاءً لنظام فيشي. أبدى بيتان تعاطفًا مع السمات التقليدية والإقليمية، التي وفرت أرضًا خصبة لإعادة إطلاق حركة إقليمية يمثلها الإقليمين (بالباسكية: Eskualerristes) وصحيفة إلى الأمام (بالباسكية: Aitzina)، التي دافع بعض أعضائها عن نهج انفصالي علني. أصبح جان إيبارنيغاريه وزيرًا في حكومة المارشال بيتان حتى عام 1940. ولكن لم يُنفذ أي تدابير إقليمية من قبل نظام فيشي.
في غرب جبال البرانس، وخاصة منطقة لابور ونبرة السفلى، اتخذت المقاومة شكلًا من أشكال المساعدة لليهود وطياري الحلفاء الذين أُسقطوا لعبور الحدود جنوبًا إلى إسبانيا المحايدة من الناحية النظرية، مع وقوف رجال الدين الباسك (مثل الأب بيير لافيت) والموغالاريك (بالباسكية: mugalariak) (المهربون المحليون) مع هذه المساعي. أنشأ أعضاء المقاومة والمهربون منظمة المقاومة كوميت لاين (أو خط المذنب) لمساعدتهم على عبور الحدود. تركزت مجموعات الباسك المشابهة لمجموعة المايكي (المتمردين) الفرنسية في سولي، وكانت أكثر كثافة على المرتفعات، وأُضعفت بالقمع النازي (الغارات وعمليات الإعدام).